# Anđela Bulatović
Pour l’article homonyme, voir Bulatović.
Ne doit pas être confondu avec Katarina Bulatović, une autre handballeuse monténégrine.

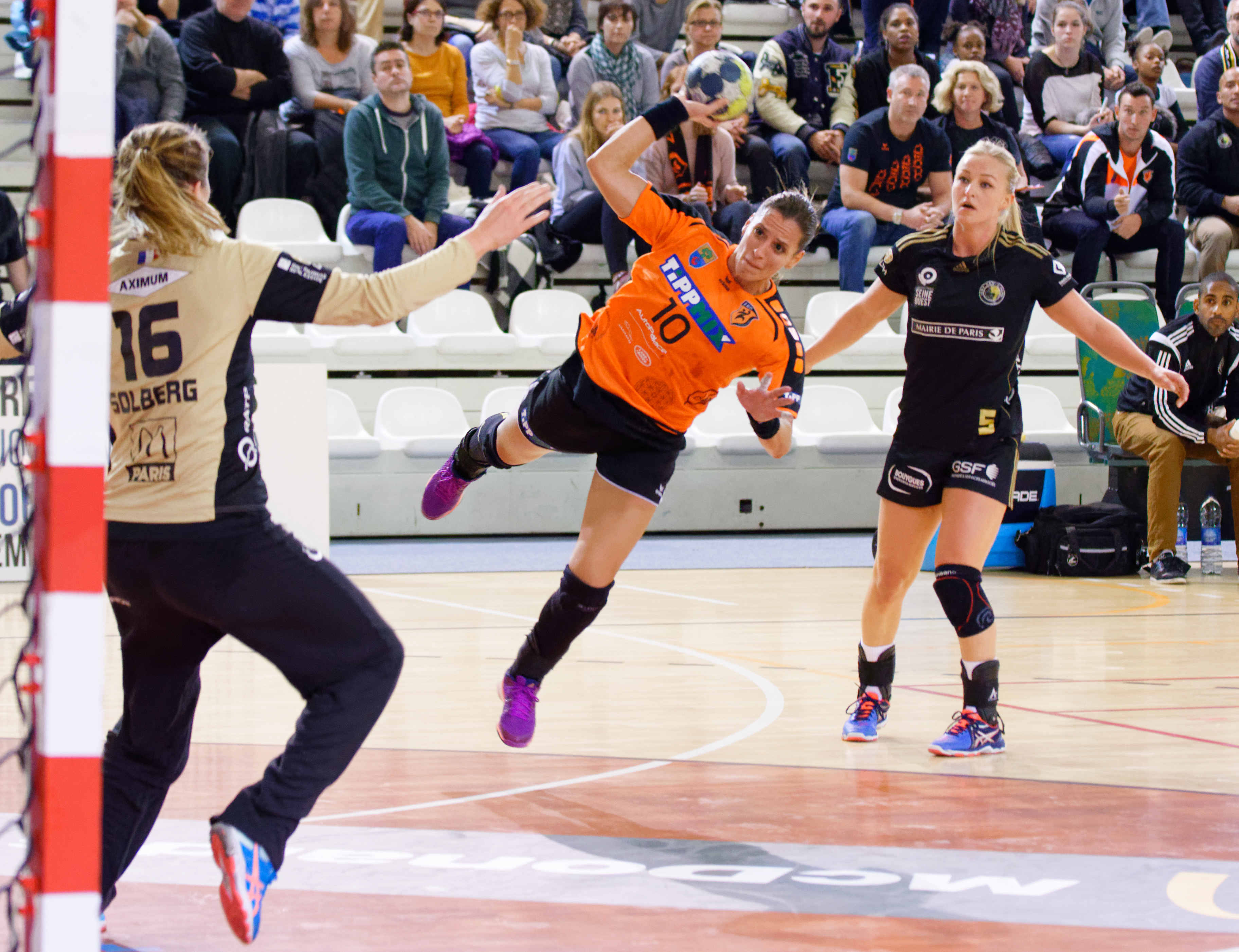
Anđela Bulatović au tir sous le maillot d'Érd, le 23 octobre 2016.

Anđela Bulatović, née Dragutinović le 15 janvier 1987 à Titograd en Yougoslavie (aujourd'hui Podgorica au Monténégro), est une handballeuse monténégrine évoluant au poste de demi-centre.
Elle évolue en équipe du Monténégro avec laquelle elle a été championne d'Europe en 2012 et médaillée d'argent aux Jeux olympiques d'été de 2012 à Londres.

## Palmarès

### Club
compétitions nationales
- championne du Monténégro en 2019 (avec Budućnost Podgorica)
- championne de Russie en 2015 (avec Rostov-Don)
- championne de Slovénie en 2014 (avec RK Krim)
- finaliste de la coupe de Hongrie en 2016[4] (avec Érdi VSE) (avec Érdi VSE)

### Équipe nationale
- médaillée d'argent aux Jeux olympiques d'été de 2012 à Londres
- championne d'Europe au Championnat d'Europe féminin de handball 2012